# Auguste Perdonnet
Jean-Albert-Vincent-Auguste Perdonnet, född 12 mars 1801 i Paris, död 27 september 1867 i Cannes, var en fransk ingenjör.
Efter att ha studerat vid École des mines i Paris reste han i Tyskland och England och utgav efter sin hemkomst tillsammans med Léon Coste den första franska skriften om järnvägar, Mémoire sur les chemins à ornières (1829). År 1845 blev han administrativ direktör för järnvägsbolaget Chemins de fer de l'Est. Från 1831 höll han vid läroanstalten École centrale des arts et manufactures föreläsningar över järnvägsbyggnad, och blev senare dess direktör. Av hans många skrifter om järnvägar kan särskilt nämnas Portefeuille de l'ingenieur des chemins de fer (tre band, 1843, tillsammans med Camille Polonceau, ny upplaga 1859 ff.) och Traité elementaire des chemins de fer (1855-56).  Hans namn tillhör de 72 som är ingraverade på Eiffeltornet.